# 兹维奥兹德内 (彼尔姆边疆区)
兹维奥兹德内（羅馬化：Zvyozdnyy），旧称彼尔姆-76（Пермь-76），是俄罗斯彼尔姆边疆区的封闭市级镇，由边疆区直接管辖，行政地位与区相当。地处彼尔姆边疆区中南部，位于伏尔加河流域卡马河一支流尤格河（Юг）畔，在边疆区首府彼尔姆南方。
1931年此处开始设有军营，1961年建立军事城镇。1994年改为现名。该地2022年人口有9,615人；2010年人口9,151人；2002年人口9,628人。